# Национальный фармацевтический университет
Национа́льный фармацевти́ческий университе́т (укр. Національний фармацевтичний університет) — украинское государственное высшее учебное заведение, расположенное в Харькове.

## История
В 1805 году на кафедре фармации и лекарственной словесности факультета медицинских и лекарственных наук Харьковского Императорского университета началась подготовка фармацевтов.
В 1812 году была открыта фармацевтическая лаборатория, начата подготовка специалистов аптечного дела и учёных, которые занимались фундаментальными исследованиями в области органической химии и фармакогнозии.
В 1921 году в Харькове на базе медико-фармацевтического факультета Харьковского университета был создан Харьковский фармацевтический институт, первым ректором которого стал Г. О. Валяшко, а первыми преподавателями и основателями — Г. П. Красовский, А. Д. Розенфельд, Г. Есть. Мухин, Г. А. Ангарская, Ю. Г. Борисюк и др.
С 1937 года Всесоюзный комитет высшей школы предоставил Учёному совету института полномочия присуждать учёные степени кандидата и доктора фармацевтических наук. За примерно 70 лет существования специализированного Учёного совета было защищено 90 докторских и 435 кандидатских диссертаций.
В 1992 году университет сменил свой статус и превратился в Украинскую фармацевтическую академию, а в 1999 году академия получила почётный статус Национальной академии. В 2002 года был предоставлен статус Национального фармацевтического университета (НФаУ).

## Ректоры
- М. А. Валяшко (1921—1922)
- Л. Х. Духин (1922—1930)[1]
- Ю. Г. Борисюк (1941—1942, 1944—1959)
- Г. П. Пивненко (1960—1971)
- Д. П. Сало (1971—1980)
- В. П. Черных (1980—2017)
- А. А. Котвицкая (2017—н.в.)

## Описание
Конкурс в НФаУ высок из-за малого (около 20) числа бюджетных мест; при этом вуз входит в список самых популярных в Харькове. Университет имеет IV уровень аккредитации и подчинён Министерству здравоохранения Украины.
В университете ведётся подготовка бакалавров, специалистов и магистров на факультетах:
- фармацевтический факультет;
- факультет фармацевтических технологий и менеджмента;
- факультет медико-фармацевтических технологий;
- факультет по подготовке иностранных граждан.

91 % преподавателей — доктора и кандидаты наук.
Имеются три ученых совета:
- Д 64.605.01 — специальности «фармацевтическая химия и фармакогнозия» (15.00.02) и «стандартизация и организация производства лекарственных средств» (15.00.03);
- Д 64.605.02 — специальность «технология лекарств, организация фармацевтического дела и судебная фармация» (15.00.01);
- Д 64.605.03 — специальность «фармакология» (14.03.05).

## Издания
- «Вестник фармации» (ВАК)
- «Клиническая фармация» (ВАК)
- «Журнал органической и фармацевтической химии» (ВАК)
- газета «Молодость фармации»
- «Управление, экономика и обеспечения качества в фармации» (ВАК).